# Райналд III ван Бредероде
Райналд III ван Бредероде (на нидерландски: Reinoud III van Brederode; * 4 септември 1492, замък Бредероде, Сантпоорт; † 25 септември 1556, Брюксел) е господар на Бредероде и Вианен в провинция Утрехт, Нидерландия, бургграф на Утрехт. Той също е съветник и камерхер на император Карл V. Той живее в дворец Батенщайн във Вианен (Утрехт).

## Биография
Той е син на Валравен II ван Бредероде (1462 – 1531) и Маргрета ван Борзелен.
През 1531 г. Райналд III ван Бредероде е избран за член в „Ордена на Златното руно“. Той управлява господствата Вианен и Амайде в Холандия. Той поправя правото и сеченето на монети и има претенции за графството Холанд. Така Райналд III получава конфликт с холандския граф (император Карл V). Първо той е осъден на смърт, но по-късно е помилван от императора.
Райналд III ван Бредероде умира през 1556 г. в Брюксел и е погребан в църквата „Onze Lieve Vrouw ten Hemelopneming-kerk“ във Вианен. Съпругата му Филипота де Ла Марк е погребана след смъртта ѝ през 1537 г. също там.

## Фамилия
Райналд III фон Бредероде се жени 1521 г. за Филипина/Филипота де Ла Марк († 1537), дъщеря на херцог Роберт II де Ла Марк (1468 – 1536). Те имат 10 деца, между тях един син и наследник:
- Хайнрих фон Бредероде (* 20 декември 1531, Брюксел; † 15 февруари 1568), бургграф на Утрехт, революционер, женен 1557 г. във Вианен за графиня Амалия фон Нойенар-Алпен (* 6 април 1539, дворец Алпен; † 10 април 1602, Алпен)

Той има и 10 извънбрачни деца. С Анна Симонсдохтер има шест деца, между тях:
- Ланцелот фон Бредероде († 1573), революционер

С Катарина Гоосенс ван Холтен (* 1523; † 16 януари 1584), с която е женен тайно през 1541 г., има четири незаконни деца.

## Галерия
- Останки от замък Бредероде
- Замък Батенщайн
 (ок. 1630)
- Гробницата на фамилията Бредероде във Вианен